# Early Reggae
Early Reggae, häufig auch mit dem Begriff Skinhead Reggae gleichgesetzt, bezeichnet die Frühphase des Reggae, bevor sich dieser durch den Einfluss der Rastafari-Bewegung einerseits und die Ausrichtung auf Erfolg in den weltweiten Musik-Charts andererseits weiterentwickelte. Der Early Reggae entstand Mitte 1968 in Jamaika aus dem Rocksteady und ging ab etwa 1972 in den Roots-Reggae über.

## Definition
Charakteristisch für den frühen Reggae sind die kontinuierlichen Achtel auf der Hi-Hat, die sich im Bass wiederfinden. Der Stil ist rauer und schneller als der Rocksteady mit seinen z. T. glatten, an Soul orientierten Gesangsharmonien, andererseits jedoch rhythmisch dichter und komplexer als Ska. Er erbt also von beiden Stilen und geht gleichzeitig über sie hinaus. Typisch sind ein starker Einsatz von Effekten wie Delay, Hall und Phaser bei Gitarre und Orgel. Zu den bedeutendsten Hitlieferanten jener Phase gehören – nebst etwa Jimmy Cliff und Desmond Dekker – Gruppen wie The Ethiopians, Toots & the Maytals, The Melodians oder The Pioneers (u. a.). Alle diese Formationen wiesen die typische Trio-Besetzung auf. Auffällig ist außerdem die Beliebtheit von Instrumentalstücken, z. B. The Upsetters Return of Django (1968), Harry J. Allstars Liquidator (1969) und Dave & Ansel Collins Double Barrel (1971). Letztere Nummer schafft es sogar für zwei Wochen auf Platz 1 der UK Singles Charts.
Ähnlich wie bei Rocksteady und Ska ist es umstritten, welches die erste Reggae-Aufnahme war. Unter anderem wird sie Derrick Morgan mit der Neuauflage seines alten Ska-Hits Fat Man (1968) oder Lester Sterling & Stranger Cole mit ihrem Titel Bangarang zugeschrieben. Ebenfalls unbekannt ist, woher der Name „Reggae“ stammt. Er könnte lautmalerisch für den Klang der abgedämpften Rhythmusgitarre stehen oder von „streggae“, einem Slang-Ausdruck für Prostituierte, stammen. Der erste Song mit dem Wort „Reggae“ im Titel ist (noch in anderer Schreibweise) Do the Reggay (1968) von Toots & the Maytals. Eine Zeit lang war es populär, den Ausdruck in Song-Titeln zu verwenden, z. B. bei Reggae Hit the Town (1968) von den Ethiopians, Reggae 69 von Laurel Aitken (1969), Reggae in Your Jeggae (1969) von Dandy Livingstone und Reggae Recipe (1970) von Desmond Dekker & The Aces.
In textlicher Hinsicht waren nach wie vor Lovesongs sehr populär. Daneben fanden sich verstärkt Songs mit doppeldeutigen und anzüglichen Inhalten, z. B. Wet Dream von Max Romeo (1968) oder Birth Control von Lloyd Charmers (1968). In Anfängen zeichneten sich die Themenkreise der Rasta-Philosophie ab: Sozialkritik (z. B. Everything Crash von den Ethiopians (1968)) sowie religiöse und spirituelle Inhalte (insbesondere bei Justin Hinds).
Eine wichtige Rolle im damaligen Musikbusiness spielten die Produzenten. Sie hatten meist ein eigenes Studio und dazu eine feste Studio-Band, die für den Instrumental-Sound sorgte. Wechselnde Sänger bzw. Gesangsgruppen wurden für eine fixe Gage engagiert, um eine Platte zu machen. Veröffentlicht wurden in aller Regel Singles, was dem Kaufverhalten der finanziell schwachen Zielgruppe entgegenkam. LPs waren damals beinahe ausschließlich Zusammenstellungen von vorher erschienenen Singles. Diese Produktionsweise ähnelte der von Motown, nur war das Equipment auf Jamaika primitiver, sodass der Sound noch weniger heutigen Hi-Fi-Standards entspricht. Gerade diese Lo-Fi-Qualität macht aber für Fans der Stilrichtung einen besonderen Reiz aus, den sie keinesfalls missen wollen.

## Dub
In die Zeit des Early Reggae fällt auch die Entstehung des Dub. Schlüsselfiguren waren hier die Musikproduzenten King Tubby und Lee „Scratch“ Perry. Damals war es üblich, dass auf der B-Seite einer Single die Instrumentalversion des Stücks veröffentlicht wurde. Über diese Instrumentalversion mixte in den mobilen Diskos von Jamaika, den Soundsystems, der Deejay live seinen Rap-ähnlichen Sprechgesang. Die Idee bestand darin, dieses „Deejaying“ selbst wieder auf Platte zu pressen. Als erste solche Dub-Aufnahme gilt Wake the Town (1970) von U-Roy. Weitere Deejays der ersten Generation sind I-Roy, Dennis Alcapone, King Stitt und Big Youth.

## Skinhead Reggae
In England, insbesondere London, wurde der Early Reggae vor allem von den Skinheads gehört. Diese trafen in den Vorstädten mit jamaikanischen Einwanderern zusammen und begeisterten sich fortan für deren Musik. Die Nähe zeigte sich auch in manchen Song-Titeln, so z. B. in Skinhead Moonstomp und Skinhead Girl von Symarip (1969), Skinhead Train und Skinhead Wreck the Town von Laurel Aitken, Skinhead, a Message to You von Desmond Riley oder auch in Skinheads Don’t Fear von den Hot Rod Allstars. Daher wurde und wird heute noch in Skinhead-Kreisen Early Reggae auch Skinhead-Reggae genannt.

## Erste kommerzielle Erfolge des Reggae
Der erste weltweite Hit des Reggae war Israelites von Desmond Dekker (u. a. Platz 1 in Deutschland und England). Nicht zuletzt aufgrund dieses Erfolges zogen einige Reggae-Stars wie Dekker selbst, Jimmy Cliff, Laurel Aitken oder Derrick Morgan nach England. Ein Top-Ten-Erfolg dort brachte schließlich weitaus höhere Umsatzzahlen als eine Nummer 1 in Jamaika. Um den Reggae dem europäischen Musikgeschmack anzupassen, wurde der Sound geglättet und mit Streichern versehen. Beispiele wie Jimmy Cliffs Wonderful World, Beautiful People (1969, Platz 5 in England) und Young Gifted & Black von Bob & Marcia (1970, Platz 5) zeigen, dass diese Rechnung aufging. Die musikalische Vielfalt und Originalität litt hierunter aber. Vergleichbar ist dies mit der Entwicklung von Funk-Musik zu Disco-Musik. Weitere Stars mit einem solchen, eher kommerziellen Sound sind John Holt und Ken Boothe.
Einen musikalischen Höhepunkt des Early Reggae bildete die Zusammenarbeit von Bob Marley mit dem Produzenten Lee Perry. Marley, damals als Sänger und Songwriter bereits auf der Höhe seiner Schaffenskraft, ließ sich von Perrys exzellenter Studioband, The Upsetters, begleiten. Die Band mit den Brüdern Carlton und Aston Barrett an Schlagzeug und Bass sollte später zur Keimzelle von Marleys eigener Band, „The Wailers“, werden. Mit diesen Aufnahmen hatte Marley nicht den kommerziellen Erfolg, der ihm in den kommenden Jahren beschieden sein sollte. Viele Fans halten sie aber wegen ihres authentischen Sounds für Marleys beste Arbeit. Es entstanden u. a. Sun Is Shining, Duppy Conqueror (beide 1970) und Don’t Rock My Boat (1971). Viele von diesen Songs sollte Marley auf seinen späteren Platten neu aufnehmen. Die Aufnahmen wurden z. T. auf der LP African Herbsman veröffentlicht und sind heute auf unzähligen (Billig-)Samplern und Compilations zu finden.
Im Jahr 1972 entsteht ein Film, der dem Early Reggae in seiner geradlinigen, unverfälschten Form gewidmet ist: The Harder They Come. Hauptdarsteller Jimmy Cliff spielt hier einen Rude Boy und Reggae-Sänger, der in den Slums von Kingston auf die schiefe Bahn gerät und am Ende von der Polizei erschossen wird. Am Soundtrack beteiligt sind neben Cliff selbst u. a. Desmond Dekker, Toots & the Maytals und The Slickers.

## Die weitere Entwicklung des Reggae
In den Jahren '71-'73 vollzieht sich allmählich der Übergang vom Early Reggae zum Roots-Reggae, in diese Zeit fällt beispielsweise die Aufnahme Leggo Beast von den Abyssinians (1972). Eines der ersten reinen Roots-Reggae-Alben ist Bob Marleys Platte Catch a Fire von 1973. Das Tempo wird sehr viel langsamer, noch langsamer als es beim Rocksteady war (gut zu erkennen beim Titelstück von Catch a Fire, Slave Driver). Es handelt sich um Bob Marleys erste Platte, die bei einer großen Plattenfirma, einem Major Label, erscheint bei Island Records. Gleichzeitig ist es auch seine erste LP, die keine Kompilation von Singles ist. Damit deutet sich bereits die Änderung der Produktionsmethoden an, die sich in der Folgezeit vollzieht. Teil dieses Wandels ist auch, dass der Produzent gegenüber dem Sänger und Songwriter an Einfluss verliert. Studio-Gimmicks und Effekte treten in den Hintergrund, stattdessen gewinnt der Song-Text an Bedeutung. Folgerichtig verschwinden auch die zur Zeit des Early Reggae so populären Instrumentalstücke. Der neue Stil gewinnt schnell Popularität in ganz Europa und in geringerem Maße auch in den USA. Die Skinheads wenden sich ab, der Reggae entwickelt sich von einer Modeerscheinung in England zu einem Phänomen mit politischer Bedeutung in Afrika und Südamerika.